# Sasbach am Kaiserstuhl
Sasbach am Kaiserstuhl település Németországban, azon belül Baden-Württembergben. Lakosainak száma 3481 fő (2023. december 31.).

## Népesség
A település népessége az elmúlt években az alábbi módon változott:
| Lakosok száma | 2521 | 3447 | 3441 | 3415 | 3438 | 3481 |
|               | 1975 | 2017 | 2019 | 2021 | 2022 | 2023 |